# Lincoln Experimental Satellite

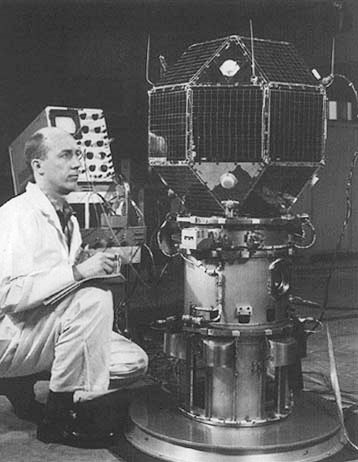
O satélite LES-1 de 1965, sendo inspecionado.

"Lincoln Experimental Satellite" (LES) é a designação de uma família de satélites militares dos Estados Unidos, lançados para experimentos de telecomunicações e que serviu de ensaio aos futuros satélites comerciais.

## Lançamentos
- LES1, lançado em 1965
- LES2, lançado em 1965
- LES3, lançado em 1965
- LES4, lançado em 1965
- LES5, lançado em 1967
- LES6, lançado em 1968
- LES7, cancelado
- LES8, lançado em 1976
- LES9, lançado em 1976

## Inovação
Os LES 8 e 9, eram alimentados por um exclusivo sistema de geradores termoelétricos baseados em radioisótopos. Esse sistema serviu de base para um outro que foi usado mais tarde nas sondas Voyager.